# Robert Ricard
Robert Ricard (* 1900 in Paris; † 5. August 1984 ebenda) war ein französischer Historiker, Romanist und Hispanist.

## Leben und Werk
Ricard verbrachte die Jahre 1918 bis 1925 in Spanien und Portugal. Er studierte an der École normale supérieure (Paris), war Lektor in Lissabon, bestand die Agrégation de lettres und wurde 1925 Gymnasiallehrer in Rabat. Er lehrte am Institut des hautes études marocaines und war zeitweise in Mexiko. Er habilitierte sich 1933 an der Sorbonne mit den beiden Thèses La "conquête spirituelle" du Mexique. Essai sur l'apostolat et les méthodes missionaires des Ordres Mendiants en Nouvelle-Espagne de 1523-24 à 1572 (Paris 1933, spanisch: La conquista espiritual de México, Mexiko 1947, 1986, 1994; englisch: The spiritual conquest of Mexico, Berkeley 1966) und Un document portugais sur la place de Mazagan au début du XVIIe siècle (Paris 1932). Von 1937 bis 1941 war er Professor an der Universität Algier, von 1941 bis 1943 Leiter des Unterrichtswesens in Marokko.
Von 1946 bis 1969 war Ricard an der Sorbonne (als Nachfolger von Marcel Bataillon) Professor für Spanisch und Portugiesisch. Er gehörte ab 1947 zum Herausgeberkomitee der Zeitschrift Bulletin Hispanique und war von 1977 bis 1981 ihr Schriftleiter. Er war Korrespondierendes Mitglied der  Academia Mexicana de la Lengua.
Ricard war Ehrendoktor der Universität Granada.

## Weitere Werke
- Etudes sur l'histoire des Portugais au Maroc, Coimbra 1955 (gesammelte Aufsätze)
- (Hrsg. mit Maxime Chevalier und Noël Salomon) Mélanges offerts à Marcel Bataillon par les hispanistes français, Paris 1962
- Estudios de literatura religiosa española, Madrid 1964 (gesammelte Aufsätze, übersetzt von Manuel Muñoz Cortés)
- (mit Nicole Pélisson) Etudes sur sainte Thérèse, Paris 1968
- Galdós et ses romans, Paris 1969
- Etudes sur l'histoire morale et religieuse du Portugal, Paris 1970 (gesammelte Aufsätze)
- Nouvelles études religieuses  (Espagne et Amérique espagnole). Ouvrage publié en hommage à l'auteur, Paris 1973
- (Übersetzer) Louis de Léon, Les Noms du Christ, Paris 1978